# 陳文龍 (臺灣)
陳文龍（约1929年—2008年），臺灣南投縣埔里鎮人，早年至高雄縣六龜鄉，以捕蝴蝶等昆蟲維生，後成為蝶類保育人士。

## 生平
臺灣1960年代到1970年代，以蝴蝶標本為工藝品的出口市場熱絡。陳文龍因出身地埔里是全臺灣蝴蝶收購市場的最大集散中心，十七歲便以捕蝶營生。在臺灣各地捕蝶數年後，他發現六龜的蝴蝶無論種類數量都居全臺灣之冠，因此定居六龜。
早於臺灣日治時期，日本政府為抑制瘧疾，在六龜與美濃山谷種植能配合金雞納樹生長的鐵刀木，結果造就兩地在日後蝴蝶繁衍。山中正夫夫妻在1960年代末，就有去六龜採集蝴蝶。1976年，陳文龍在六龜紅水坑發現蝴蝶、蛾類生態豐富，造成絡繹不絕的遊客前往六龜賞蝶。該年12月26日上午，蔣經國以行政院長身分去紅水坑賞蝶，順道在六龜村買了陳文龍夫妻所賣的蝴蝶標本。該日蔣院長蒞臨後去六龜賞蝶的旅客絡繹不絕，如次年六龜鄉長劉武智表示農曆春節三天假期裡已逾十五萬人以上、例假仍不下三四十輛遊覽車之多。
陳文龍曾一天抓捕十萬隻越冬的紫斑蝶，賣到埔里作加工後出口。後來遇上石油危機，產品供過於求，蝴蝶外銷市場崩盤，陳文龍便以多年的實務經驗加上會日語，小店改名為「昆蟲採集所」，改行作起昆蟲採集與日本學者的嚮導。當日本專家來訪時，陳文龍除提供資料與經驗外，同時還拿出許多稀有蝶類供給攝影，使得日本出版的有關臺灣蝴蝶書籍中，陳文龍佔有相當部分。

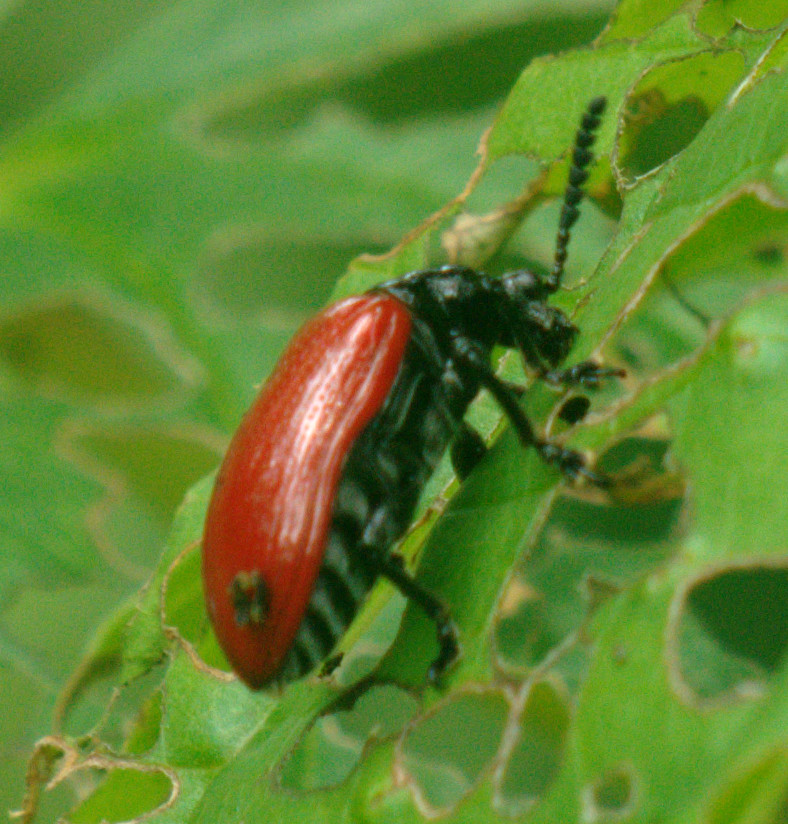
陳氏長頸金花蟲

茂林國家風景區管理處指出，陳文龍不僅研究蝴蝶，也採集其他昆蟲，中文的文龍角金龜、文龍氏矮虎天牛、陳氏角金龜、陳氏長頸金花蟲皆以他的名字命名。如日本客戶之一是日本昆蟲協會的馬場金太郎，年邁時還會帶護士隨行到臺灣，要陳文龍帶他上山找想要的昆蟲。陳文龍表示，對於能被日本昆蟲學家登記列入紀錄中並以他名字命名，是他感到是最得意的事。當地的小學生若是抓了不知名的昆蟲，也都拿來給他。
六龜鄉紅水坑彩蝶谷在1978年時蝴蝶數量依然可觀，但之後逐年遞減，至1981年甚至找不到任何蝴蝶的蹤跡。陳文龍認為這不是捕蝶造成的，而是環境破壞才減少的。陳文龍與蝴蝶朝夕相處產生感情，且對其生態與習性熟悉，因而開始培養蝶蛹繁殖飼養。2001年，茂林國家風景區將六龜鄉納入後，六龜鄉公所計畫復育蝴蝶的生態。六龜鄉公除大量種植蝴蝶蜜源植物及食草外，還在陳文龍支援下興建蝴蝶復育網室。為追蹤荖濃溪沿岸紫斑蝶的動向，年邁的陳文龍擔任義工，投入捕捉與標放工作。當年2004年報導時，陳文龍已七十五歲。

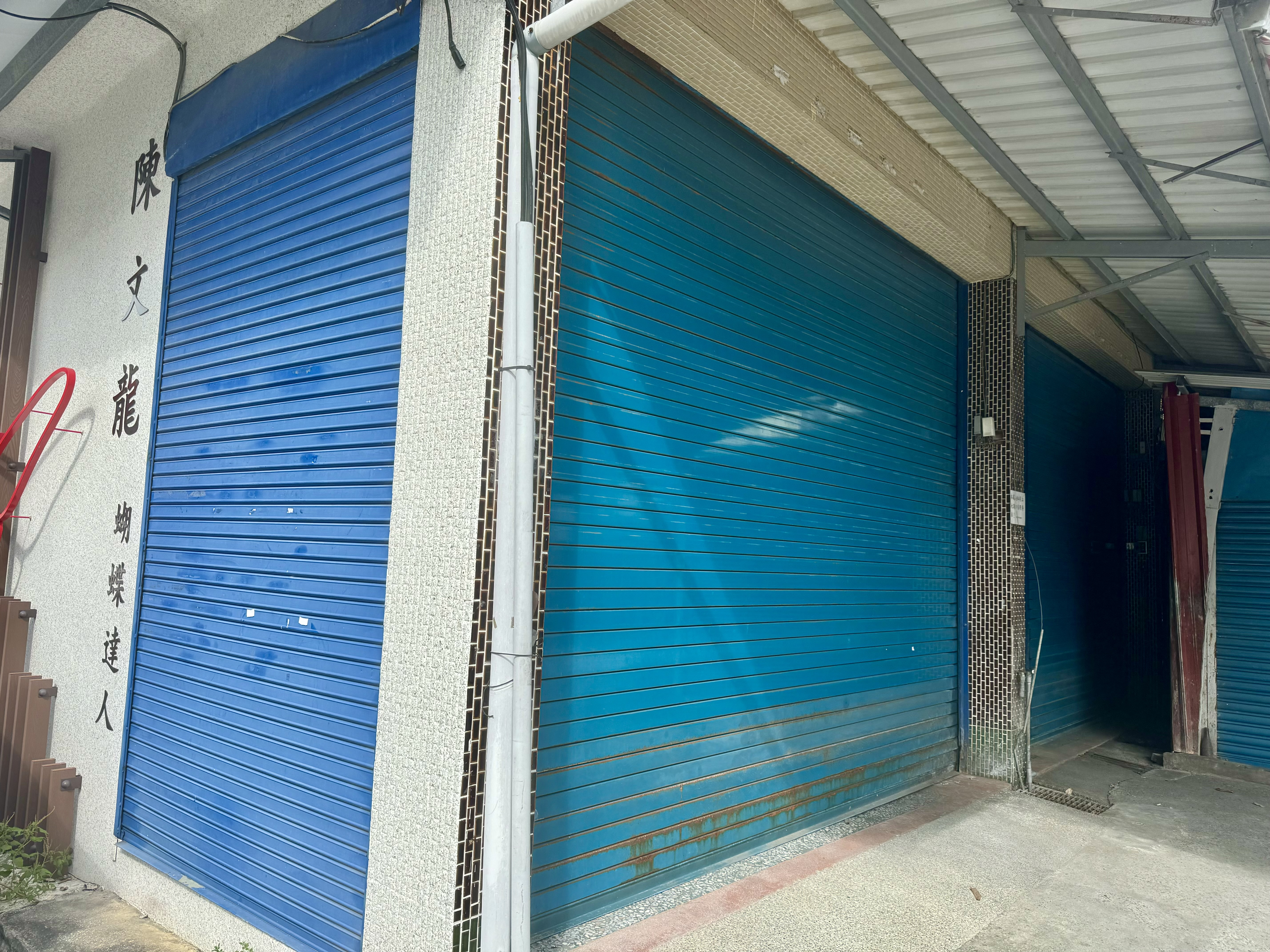
陳文龍故居

2008年陳文龍在六龜去世後，茂林國家風景區管理處在六龜新威森林公園行政中心二樓作為陳文龍紀念館。在高雄市政府都市發展局的協助下，人稱「蝴蝶王」的陳文龍故居成了當地觀光景點。